# Werasari (Malausma)
Werasari is een bestuurslaag in het regentschap Majalengka van de provincie West-Java, Indonesië. Werasari telt 5796 inwoners (volkstelling 2010).